# Pinoke McIntyre
Hugh „Pinoke“ McIntyre (* 2. April 1934 in Trail, British Columbia; † 2. Mai 2019 ebenda) war ein kanadischer Eishockeyspieler.

## Karriere
McIntyre spielte als Aktiver im Zeitraum von 1960 bis 1969 bei den Trail Smoke Eaters in der Western International Hockey League. Mit diesem Team vertrat er Kanada bei den Weltmeisterschaften 1961 und 1963. Nachdem 1961 die Goldmedaille errungen wurde, wurde zwei Jahre später ein Medaillenrang knapp verfehlt. Insgesamt bestritt McIntyre elf WM-Spiele für Kanada, in denen ihm acht Tore und fünf Assists gelangen. Außerdem verbrachte der Stürmer sechs Minuten auf der Strafbank.

## Erfolge und Auszeichnungen
- 1961 Goldmedaille bei der Weltmeisterschaft